# Schismogenesi
(Gregory Bateson - Naven (1936))
Per schismogenesi si intende quell'insieme di interazioni tra individui o gruppi che dà origine a divisioni tra i gruppi o gli individui stessi. 
Dal greco antico skhisma (divisione) e genesis  (nascita, creazione), è una definizione coniata negli anni trenta dall'antropologo Gregory Bateson e poi da altri ulteriormente approfondita.
La schismogenesi è un tipo di circolo vizioso che se non interrotto da qualche intervento esterno porta al manifestarsi di situazioni distruttive.

## Due tipi di schismogenesi
Bateson, in Verso un'ecologia della Mente, descrive due forme di schismogenesi e sostiene che entrambe siano autodistruttive per le parti coinvolte. Egli inoltre suggerisce che i ricercatori debbano escogitare un metodo per fermare la schismogenesi prima che essa raggiunga la fase distruttiva.

### Schismogenesi complementare
Questo primo tipo di schismogenesi include tutti i casi in cui i comportamenti dei membri di due gruppi sono fondamentalmente opposti. Dati due gruppi sociali o due individui A e B, l'interazione tra loro si configura in modo che ad un comportamento X di A è associato un comportamento Y di B. La schismogenesi complementare è un processo che implica una dinamica esponenziale in questo tipo di configurazione tale per cui il comportamento A stimola un comportamento B, che a sua volta comporta un'accentuazione di A e così via. Questo processo, se non è regolamentato da processi volti al mantenimento dell'equilibrio, può portare al collasso del sistema.
Nelle società occidentali la differenziazione complementare si manifesta più frequentemente nei binomi comportamentali di autorità-sottomissione, assistenza-dipendenza, esibizionismo-ammirazione. Ciò che è essenziale per la nozione di schismogenesi è la struttura formale della relazione: le azioni  reciprocamente stimolanti di un gruppo o di un individuo sono sostanzialmente diverse, ma reciprocamente appropriate.

### Schismogenesi simmetrica
Si ha schismogenesi simmetrica quando le due entità coinvolte stimolano reciprocamente il medesimo comportamento. Dati due gruppi sociali o due individui A e B, l'interazione tra loro si configura in modo che ad un comportamento X di A è associato un comportamento X di B. La qualità del comportamento non cambia ma, come anche nel caso della schismogenesi complementare, cambia la quantità. Anche in questa situazione infatti si ha un aumento esponenziale dell'intensità del comportamento messo in atto, secondo un andamento esponenziale. Un classico esempio è la corsa agli armamenti (soprattutto nucleari) durante la guerra fredda tra USA e URSS. Ognuno dei due gruppi, nel desiderio di prevalere sull'altro, accumulava armi: un comportamento identico, messo in atto allo scopo di prevalere sull'altro, spaventandolo e mostrandosi più forte in quanto maggiormente armato. L'aumento dell'intensità/quantità si manifesta in questo caso attraverso l'aumento esponenziale delle quantità di armi accumulate, che produce a sua volta un maggior incremento nelle armi del rivale, e così via.

## Come è nata la nozione di schismogenesi
Durante gli anni trenta, mentre studiava gli Iatmul della Nuova Guinea, Gregory Bateson si soffermò particolarmente sull'importanza del rituale chiamato naven. Si tratta di una  particolare celebrazione che avveniva in momenti considerati importanti per la vita di un individuo: per l'occasione i familiari del festeggiato si travestivano con gli abiti del sesso opposto.
L'antropologo interpretò quest'usanza alla luce di due categorie tipicamente occidentali: ethos ed eidos. L'ideale maschile Iatmul è intriso di una profonda fierezza e crudeltà (ethos), che non contempla la possibilità di esprimere sentimenti (eidos), attitudine che è considerata invece esclusivamente femminile. Durante il rituale del naven, grazie al travestimento, gli uomini hanno modo di esternare sensazioni emotive e le donne possono ostentare fierezza, possibilità negate nel quotidiano.
Bateson notò che l'accentuarsi dell'adesione al modello maschile (fatto di forza, coraggio, fierezza, aggressività etc.) da parte del marito ingenera nella moglie un atteggiamento di sottomissione via via crescente. Questo fenomeno se non interrotto dall'esterno (o come in questo caso dal rito naven) può portare ad estreme conseguenze.